# Tepoxtlahuaca
Tepoxtlahuaca är en ort i Mexiko.   Den ligger i kommunen Quechultenango och delstaten Guerrero, i den södra delen av landet, 230 km söder om huvudstaden Mexico City. Tepoxtlahuaca ligger 874 meter över havet och antalet invånare är 127.
Terrängen runt Tepoxtlahuaca är kuperad österut, men västerut är den bergig. Runt Tepoxtlahuaca är det ganska glesbefolkat, med 39 invånare per kvadratkilometer. Närmaste större samhälle är Quechultenango, 12,1 km väster om Tepoxtlahuaca. I omgivningarna runt Tepoxtlahuaca växer huvudsakligen savannskog.